# Autótrofo

Resumen del ciclo entre autótrofos y heterótrofos. La fotosíntesis es el medio principal por el cual las plantas, las algas y muchas bacterias producen compuestos orgánicos y oxígeno a partir del dióxido de carbono y el agua (flecha verde).

Un organismo autótrofo o productor primario es un organismo que produce compuestos orgánicos complejos (como carbohidratos, grasas y proteínas) usando carbono de sustancias simples como dióxido de carbono, generalmente usando energía de la luz (fotosíntesis) o reacciones químicas inorgánicas (quimiosíntesis). Los autótrofos no necesitan una fuente viva de carbono o energía y son los productores de una cadena alimentaria, como las plantas en la tierra o las algas en el agua (en contraste con los heterótrofos como consumidores de autótrofos u otros heterótrofos). Los autótrofos pueden reducir el dióxido de carbono para producir compuestos orgánicos para la biosíntesis y como combustible químico almacenado. La mayoría de los autótrofos usan agua como agente reductor, pero algunos pueden usar otros compuestos de hidrógeno como el sulfuro de hidrógeno. 
Algunos autótrofos, como las plantas verdes y las algas, son fotótrofos, lo que significa que convierten la energía electromagnética de la luz solar en energía química en forma de glucosa. Otros, incluidos los metanógenos, son quimiótrofos, que utilizan compuestos químicos orgánicos o inorgánicos como fuente de energía. La mayoría de los quimioautótrofos son litótrofos, que utilizan donantes de electrones inorgánicos como sulfuro de hidrógeno, gas hidrógeno, azufre elemental, amonio y óxido ferroso como agentes reductores y fuentes de hidrógeno para la biosíntesis y la liberación de energía química. Los autótrofos usan una porción del ATP producido durante la fotosíntesis o la oxidación de compuestos químicos para reducir NADP+ a NADPH para formar compuestos orgánicos.

## Historia
El término griego autotroph fue acuñado por el botánico alemán Albert Bernhard Frank en 1892. Proviene de la antigua palabra griega τροφή (trophḗ), que significa "alimento" o "comida". El primer organismo autótrofo se desarrolló hace unos 2000 millones de años. Los fotoautótrofos evolucionaron a partir de bacterias heterótrofas mediante el desarrollo de la fotosíntesis. Las primeras bacterias fotosintéticas utilizaron sulfuro de hidrógeno. Debido a la escasez de esta sustancia, algunas bacterias fotosintéticas evolucionaron para usar agua en la fotosíntesis, dando lugar a cianobacterias.

## Variantes

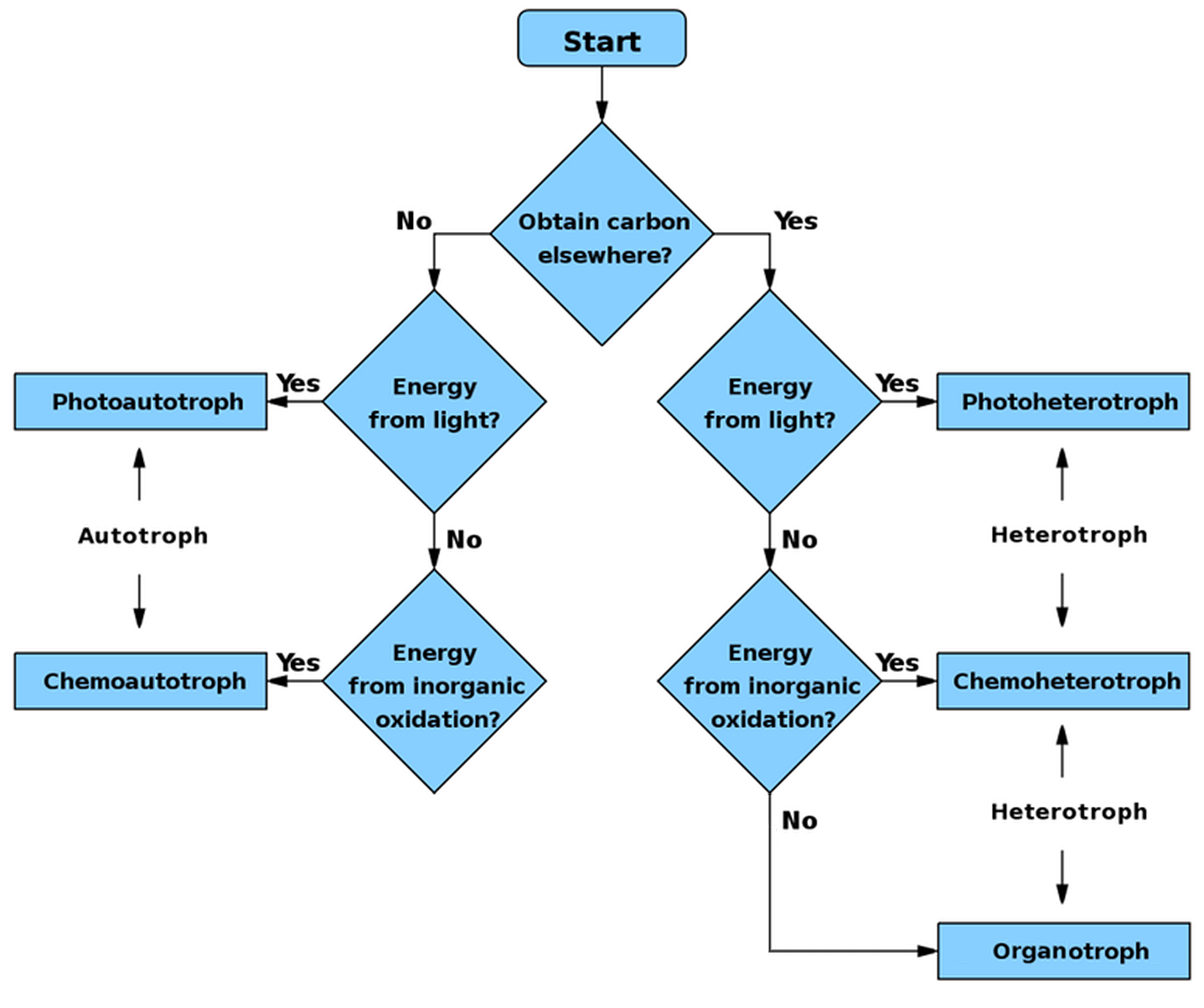
Diagrama de flujo para determinar si una especie es autótrofa, heterótrofa o un subtipo.

Algunos organismos dependen de compuestos orgánicos como fuente de carbono, pero pueden utilizar compuestos ligeros o inorgánicos como fuente de energía. Estos organismos no se definen como autótrofos, sino más bien como heterótrofos. Un organismo que obtiene carbono a partir de compuestos orgánicos, pero que obtiene energía de la luz, se denomina fotoheterótrofo, mientras que un organismo que obtiene carbono de compuestos orgánicos y energía de la oxidación de compuestos inorgánicos se denomina quimiolitoheterótrofo. 
La evidencia sugiere que algunos hongos también pueden obtener energía de la radiación ionizante: tales hongos radiotróficos fueron encontrados creciendo dentro de un reactor de la central nuclear de Chernobyl.

## Ecología

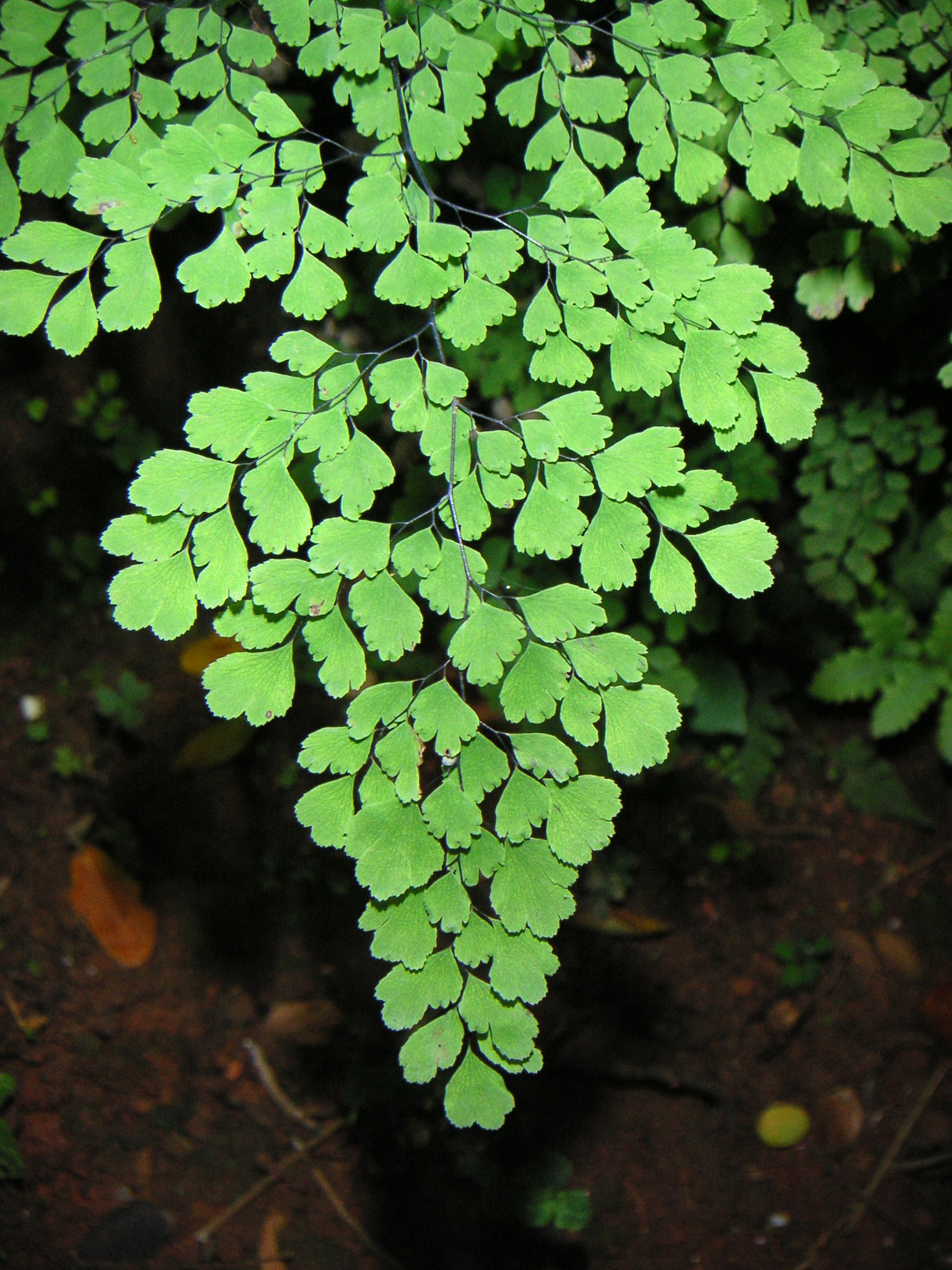
Frondas verdes de un helecho culantrillo, un fotoautótrofo.

Los autótrofos son fundamentales para las cadenas alimentarias de todos los ecosistemas del mundo. Toman energía del medio ambiente en forma de luz solar o sustancias químicas inorgánicas y la utilizan para crear moléculas de combustible como los carbohidratos. Este mecanismo se llama producción primaria. Otros organismos, llamados heterótrofos, ingieren a los autótrofos como alimento para llevar a cabo funciones necesarias para su vida. Por lo tanto, los heterótrofos (todos los animales, casi todos los hongos, así como la mayoría de las bacterias y protozoos) dependen de los autótrofos, o productores primarios, para las materias primas y el combustible que necesitan. Los heterótrofos obtienen energía al descomponer los carbohidratos u oxidar moléculas orgánicas (carbohidratos, grasas y proteínas) obtenidas en los alimentos. Los organismos carnívoros dependen indirectamente de los autótrofos, ya que los nutrientes que obtienen de sus presas heterótrofas provienen de los autótrofos que han consumido. 
La mayoría de los ecosistemas se sustentan en la producción primaria autótrofa de plantas y cianobacterias que capturan fotones inicialmente liberados por el sol. Las plantas solo pueden usar una fracción (aproximadamente el 1 %) de esta energía para la fotosíntesis. El proceso de fotosíntesis divide una molécula de agua ({\displaystyle {\ce {H2O}}}), liberando oxígeno ({\displaystyle {\ce {O2}}}) a la atmósfera y reduciendo el dióxido de carbono ({\displaystyle {\ce {CO2}}}) para liberar los átomos de hidrógeno que alimentan el proceso metabólico de producción primaria. Las plantas convierten y almacenan la energía del fotón en enlaces químicos de azúcares simples durante la fotosíntesis. Estos azúcares vegetales se polimerizan para su almacenamiento como carbohidratos de cadena larga, incluidos otros azúcares, almidón y celulosa; la glucosa también se usa para producir grasas y proteínas. Cuando los autótrofos son consumidos por heterótrofos, es decir, consumidores como los animales, los carbohidratos, grasas y proteínas que contienen se convierten en fuentes de energía para los heterótrofos. Las proteínas se pueden producir utilizando nitratos, sulfatos y fosfatos en el suelo.